# Fains-Véel
Fains-Véel är en kommun i departementet Meuse i regionen Grand Est (tidigare regionen Lorraine) i nordöstra Frankrike. Kommunen ligger i kantonen Bar-le-Duc-Nord som tillhör arrondissementet Bar-le-Duc. År 2022 hade Fains-Véel 2 088 invånare.

## Befolkningsutveckling
Antalet invånare i kommunen Fains-Véel
| Referens: INSEE |